# Dippersreuth
Dippersreuth ist ein Gemeindeteil des Marktes Mähring im oberpfälzischen Landkreis Tirschenreuth.

## Geografie
Das Dorf Dippersreuth liegt im Oberpfälzer Wald im Tal des Krumbach, nahe der Grenze zur Tschechischen Republik, elf Kilometer östlich der Stadt Tirschenreuth und sechs Kilometer südwestlich von Mähring.

## Geschichte
Das bayerische Urkataster zeigte Dippersreuth in den 1810er Jahren mit 20 Herdstellen, einer Feldkapelle und einer kleinen Mühle, die die Wasserkraft des Krumbachs über einen eigenen Mühlteich nutzte. Die meisten der Anwesen sind als Vierseithöfe gebaut und besitzen stattliche, zusammenhängende Wirtschaftsflächen, die noch kaum durch Erbfolge zersiedelt sind.
Mit dem Gemeindeedikt von 1818 entstand die Ruralgemeinde Dippersreuth. Zur Gemeinde gehörten die Orte Dippersreuth, Fiedlhof, Frauenreuth und Ziegelhütte. Im Jahr 1970 hatte die gesamte Gemeinde Dippersreuth 231 Einwohner, wovon 113 auf Dippersreuth selbst entfielen. Acht Jahre später wurde die Gemeinde im Zuge der Gebietsreform aufgelöst und am 1. Mai 1978 in die Marktgemeinde Mähring eingegliedert. Die Verwaltung dieser neu entstandenen Gemeinde befindet sich in Großkonreuth. Im Jahr 1987 lebten 115 Einwohner in Dippersreuth.

## Baudenkmäler
An historischer Bausubstanz erhalten und als Baudenkmale geschützt sind in situ die Feldkapelle, zwei weitere Kapellen von 1855 und aus dem 20. Jahrhundert sowie ein Bildstock von 1835.